# 田嶋好文
田嶋 好文（たしま こうぶん、1909年（明治42年）11月28日 - 1963年（昭和38年）3月5日）は、昭和期の弁護士、実業家、政治家。衆議院議員。

## 経歴
高知県出身。1933年（昭和8年）中央大学法学部を卒業した。
弁護士として働く。神戸製鋼所名古屋工場法律顧問、林金属工業代表取締役、大同衛生材料常任監査役などを務めた。
1946年（昭和21年）4月の第22回衆議院議員総選挙で愛知県第1区から出馬して落選。1947年（昭和22年）4月の第23回総選挙で愛知県第1区に国民協同党公認で出馬したが落選。1949年（昭和24年）1月の第24回総選挙で民主自由党公認で出馬して初当選し、1953年（昭和28年）4月の第26回総選挙まで再選され、衆議院議員に連続3期在任した。この間、衆議院法務委員長、国民協同党愛知県支部長、自由党幹事、同治安副部長などを務めた。その後、第29回総選挙まで連続3回立候補したがいずれも落選した。